# Зайчихино
Зайчихино (фин. Narjänjärvi) — пресноводное озеро на территории Советского городского поселения Выборгского района Ленинградской области.

## Общие сведения
Площадь озера — 1 км², площадь водосборного бассейна — 25,2 км². Располагается на высоте 14,1 метров над уровнем моря.
Форма озера продолговатая: оно почти на два километра вытянуто с северо-запада на юго-восток. Берега несильно изрезанные, преимущественно заболоченные.
Из юго-восточной оконечности озера вытекает безымянный водоток, впадающий в озеро Пионерское, которое соединяется протокой с озером Александровским. Из последнего берёт начало река Гороховка, в свою очередь, впадающая в Выборгский залив
Населённые пункты вблизи водоёма отсутствуют.
Код объекта в государственном водном реестре — 01040300511102000009827.